# Zuckerzeit
Zuckerzeit è il terzo album in studio del gruppo musicale tedesco Cluster. L'album venne co-prodotto da Michael Rother dei Neu!, che sarà membro assieme a Dieter Moebius e Hans-Joachim Roedelius del trio Harmonia. 

## Il disco
Presentando una forte componente ritmica, una maggiore definizione delle melodie e, a volte, dello stile Motorik dei Neu! (dovuto alla presenza di Rother alla produzione dell'album), Zuckerzeit si distingue lo stile da ogni altra pubblicazione del duo. In una recensione dell'album pubblicata su AllMusic, John Bush scrisse "...(Zuckerzeit) è una fantasia di pop elettronico che unisce la vena spettrale e melodica del duo a percussioni frizzanti e improvvisate..."
Fra gli estimatori di Zuckerzeit vi sono Brian Eno e Pitchfork che, nella classifica dei cento album migliori degli anni settanta, lo mise al sessantatreesimo posto. Julian Cope lo considera uno dei cinquanta migliori album Krautrock.

## Tracce
Tutte le tracce sono state composte dai Cluster.
1. Hollywood – 4:48
2. Caramel – 2:58
3. Rote Riki – 6:18
4. Rosa – 4:13
5. Caramba – 3:57
6. Fotschi Tong – 4:21
7. James – 3:21
8. Marzipan – 3:14
9. Rotor – 2:40
10. Heiße Lippen – 2:23

## Formazione
- Hans-Joachim Roedelius
- Dieter Moebius
- Michael Rother - produzione